# Kyatwa
Le Kyatwa, également appelé Ndale, est un champ volcanique de l'Ouganda.

## Géographie
Le Kyatwa est situé en Afrique de l'Est, dans le Sud-Ouest de l'Ouganda, dans le centre de la branche occidentale de la vallée du Grand Rift. Il est entouré par le Rwenzori à l'ouest, le lac Albert, la ville de Fort Portal et son champ volcanique au nord et le lac Georges au sud.
Ce champ volcanique est composé de maars et de cônes de tuf culminant à 1 430 mètres d'altitude et dont certains sont occupés par des lacs.

## Histoire
Les dates des dernières éruptions du Kyatwa sont inconnues mais elles semblent s'être produites à l'Holocène.